# Unlimited SaGa
Unlimited SaGa (アンリミテッド:サガ?, Anrimiteddo: SaGa) è un videogioco di ruolo sviluppato e pubblicato dalla Square Enix. È stato pubblicato il 19 dicembre 2002 in Giappone, il 17 giugno 2003 nel Nord America ed il 31 ottobre 2003 in Europa.

## Modalità di gioco
Questo gioco è conosciuto per il suo "reel system": consiste in un sistema, utilizzato in battaglia, per attaccare i nemici premendo una sfera in una slot-machine simile ad una ruota ("reel") che gira a grande velocità. Il "reel system" è inoltre usato per altre cose, come disinnescare o evitare una trappola, disinnescare o scassinare una cassa del tesoro, e occasionalmente schiudere porte.
I "dungeon" (i vari posti del gioco dove si incontrano le bestie) sono realizzati in 2D, molto simili a quelli di un gioco da tavolo (il personaggio si muove infatti come una pedina). Ogni passo corrisponde a un turno di gioco come anche tutte le altre azioni. Anche i mostri si muovono nel "dungeon". Quando un mostro attacca non si può scappare dai nemici, tuttavia li si può evitare prima del combattimento.

## Colonna sonora
La colonna sonora per il videogioco è stata composta da Masashi Hamauzu.
Disco 1
1. "Unlimited Saga Overture" - 2:24
2. "Seven Travelers" - 3:25
3. "March in C" - 2:32
4. "Feel Uneasy About the Wonders" - 2:16
5. "Theme for Judy" - 1:40
6. "Battle Theme I" - 2:07
7. "Success" - 1:17
8. "Theme for Vent" - 1:44
9. "Battle Theme II" - 2:33
10. "Theme for Cash" - 2:08
11. "Perpetual Movements" - 2:27
12. "Battle Theme III" - 1:44
13. "Theme for Armic" - 2:00
14. "Enigmatic Scheme" - 3:30
15. "A Certain Story on Hilltop" - 0:39
16. "Invasion" - 0:57
17. "Theme for Laura" - 1:52
18. "Battle Theme IV" - 1:37
19. "Theme for Ruby" - 2:22
20. "The Sacred Starry Skies" - 2:03
21. "Shocking Space" - 2:06
22. "A Relieving Instant" - 1:15
23. "Solitude" - 2:34
24. "Theme for Myth" - 2:22
25. "To the Great Aim" - 0:52
26. "Pathetic" - 2:04
27. "Smashed Wishes" - 1:10
28. "Iskandar" - 1:02
29. "J&A" - 1:03
30. "A&J" - 1:02
31. "Mystic Flame" - 1:05
32. "Some End of Legend" - 0:18

Disco 2
1. "Time-Space Travels" - 3:55
2. "DG sine" - 2:21
3. "Battle Theme EX" - 2:00
4. "DG listless" - 2:55
5. "BT Ver.1" - 1:49
6. "BT Ver.2" - 1:45
7. "BT Ver.3" - 1:49
8. "DG mixture" - 3:34
9. "BT Ver.4" - 2:38
10. "BT Ver.5" - 1:35
11. "BT Ver.6" - 2:36
12. "BT Ver.AG" - 2:23
13. "DG comfort" - 2:20
14. "DG sadness" - 3:32
15. "BT Ver.7" - 1:51
16. "BT Ver.8" - 1:51
17. "Challenge to the Seven Wonders" - 3:03
18. "BT ultimate" - 3:34
19. "Liberation" - 2:03
20. "FINALE" - 2:04
21. "Soaring Wings" - 4:58
22. "Now Let's Return to the Main Subject" - 1:49
23. "Unlimited Saga Overture 2ch Mix Ver." - 2:23
24. "March in C 2ch Mix Ver." - 2:33
25. "Finale 2ch Mix Ver." - 2:04
26. "Soaring Wings 2ch Mix Ver." - 5:02